# 西德利謝
48°38′33″N 24°49′46″E / 48.64250°N 24.82944°E
西德利謝（烏克蘭語：Сідлище），是烏克蘭的村落，位於該國西部伊萬諾-弗蘭科夫斯克州，由科洛梅亞區負責管轄，始建於1924年，面積10.66平方公里，2001年人口333，人口密度每平方公里31.2人。